# Jason Hart
Jason Hart (29 de Abril de 1978, Los Angeles, Califórnia) é um ex-jogador de basquetebol profissional americano, que fez carreira na NBA pelo Utah Jazz.